# 경험론
경험론(經驗論, 영어: empiricism)이란 철학에서 감각의 경험을 통해 얻은 증거들로부터 비롯된 지식을 강조하는 이론이다. 합리주의가 인식 원천을 오직 이성에서만 추구하는 것과 대립한다. 경험론은 인식론으로 알려진 인간의 지식에 관한 학문 중 가장 널리 퍼진 관점이기도 하다. 경험론에서는 관념의 형성 과정에서 생득관념이나 관습보다는 경험과 증거, 특히 감각에 의한 지각을 강조한다.
같은 맥락에서, 과학철학에서의 경험론은 증거와 밀접하게 관련된 과학적인 지식, 특히 실험에 그 토대를 두고 있는 관점들을 강조한다. 이는 모든 가설과 이론들은 오로지 연역적인 추론이나 직관, 또는 계시가 아니라 자연계에서의 기존의 관찰에 반(反)하여 검증되어야 한다는 것을 내용으로 하는 과학적 방법의 기초를 이루고 있다. 따라서, 과학은 완전히 방법론적으로 실증적인 학문이라고 할 수 있다.

## 어원
경험론이라는 용어는 두 가지 어원을 지니고 있다. 이 단어는 경험이라는 단어를 끌어올 수 있는, 라틴어 experientia로 번역되는 그리스어 ἐμπειρία에서 유래하였다. 또 다른 견해는 고대 그리스 또는 로마에서 empirics의 구체적인 활용 용례로부터 유래했다는 것인데, 이 용례에 의하면 이 단어는 이론에 등장하는 설명과 상반된, 실용적인 경험들로부터 우러나온 기술을 축적한 의사를 의미하는 것이다.

## 경험론과 철학

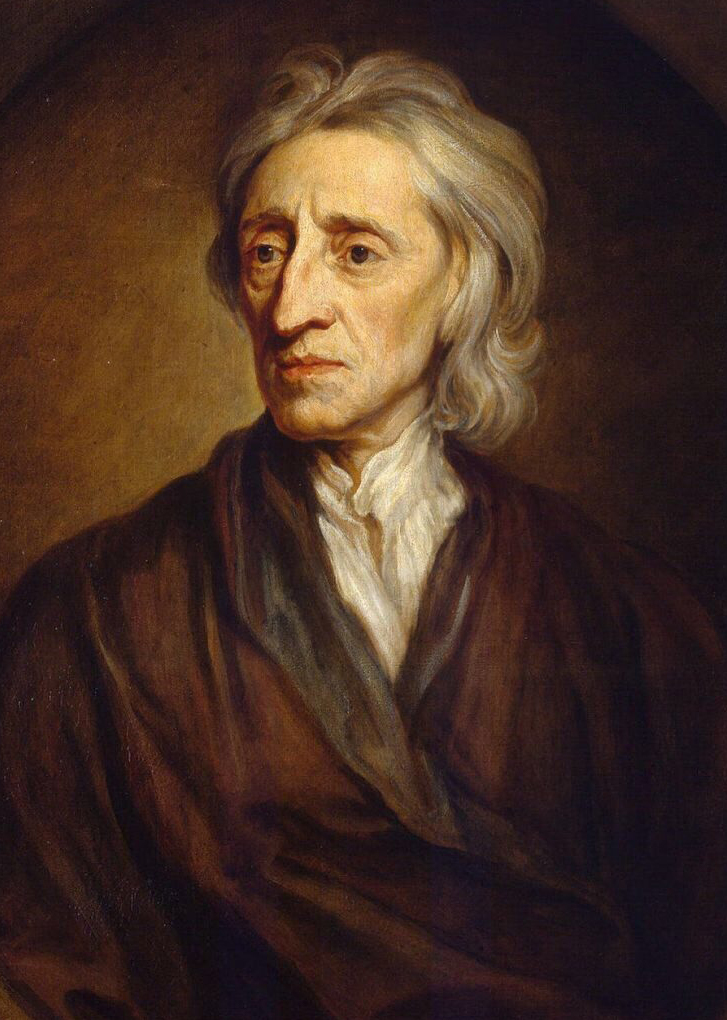
영국에서의 경험론을 창시한 존 로크.

경험론이라는 단어는 독단적인 원칙(Dogmatic school)을 고수하는 것을 거부함과 동시에 경험으로 얻어진 현상에 대한 관찰에 의존하였던 몇몇 고대 그리스의 의료직 종사자들을 가리키기 위해 만들어진 말이다. 이 의료직 종사자들은 피론주의와 깊은 관련이 있다.
개인은 어떠한 정신적인 내용 없이 태어나며 이들의 지식은 경험과 지각을 통해 얻어지는 것이라는 의미를 담고 있는 타불라 라사의 개념은 아리스토텔레스 시대에 정립되었으며 이븐 시나에 의해 그 의미가 개량되었다. 이븐 투파일은 이 단어의 뜻을 사고 실험으로 표현하였다. 경험론이 담는 원칙은 후일 17세기 존 로크에 의해 명쾌하게 표현되었다. 존 로크에 따르면 마음은 타불라 라사(그는 '백지'라는 표현을 사용하였다.)와 같아서 경험이 이 위에 흔적을 남기고 간다고 한다. 이와 같은 의미에서의 경험론은 인간의 생득관념이라든지 경험을 참조하지 않고 알 수 있는 그 모든 것을 부정한다.
경험론자의 관점에 의하면 그 어떤 지식도 적절히 추론되거나 유추되려면, 궁극적으로 누군가의 감각에 기초한 경험으로부터 얻어져야 한다. 역사적인 맥락에서, 철학적인 경험론은 일반적으로 많은 지식들이 감각과는 독립적으로 이성에 의해 설명될 수 있다고 강조하는 합리주의와 대조되어 설명되는 개념이다. 하지만, 이와 같은 대조는 데카르트, 스피노자, 라이프니츠와 같은 많은 합리주의자들이 동시에 경험에 기초한 "과학적인 방법"의 옹호자이기도 하였기 때문에 이들 이론이 포함하는 개념들을 과도하게 단순화한 것으로 간주하고 있다. 더 나아가, 로크는 신의 존재에 관한 증명같은 몇몇 지식은 직관과 추론만으로 얻어질 수 있다고 주장하였다. 실용주의에서 특히 존 듀이는 경험(실험)으로서의 행동을 지·정·의(知情意)의 통일체, 과거·현재·미래의 접합점으로 보아 거기에서 인식의 원천을 추구한다.

### 영국 경험론
영국 경험론은 비록 그 당시에 사용된 용어는 아니지만 17세기 초기 근대 철학과 근대 과학에서 파생되었다. 이 용어는 경험론의 창시자인 프랜시스 베이컨과 합리론의 창시자인 르네 데카르트 사이의 차이를 묘사하기 위하여 유용하게 사용되었다. 다음 세대인 토머스 홉스와 바뤼흐 스피노자는 각각 경험론자와 합리론자로 묘사된다. 존 로크, 조지 버클리, 데이비드 흄은 주로 18세기 계몽주의 시대 경험론의 주요 주창자이며, 존 로크가 일반적으로 경험론의 입장을 집대성 해서 강조했던 최초의 인물로 알려져 있다.

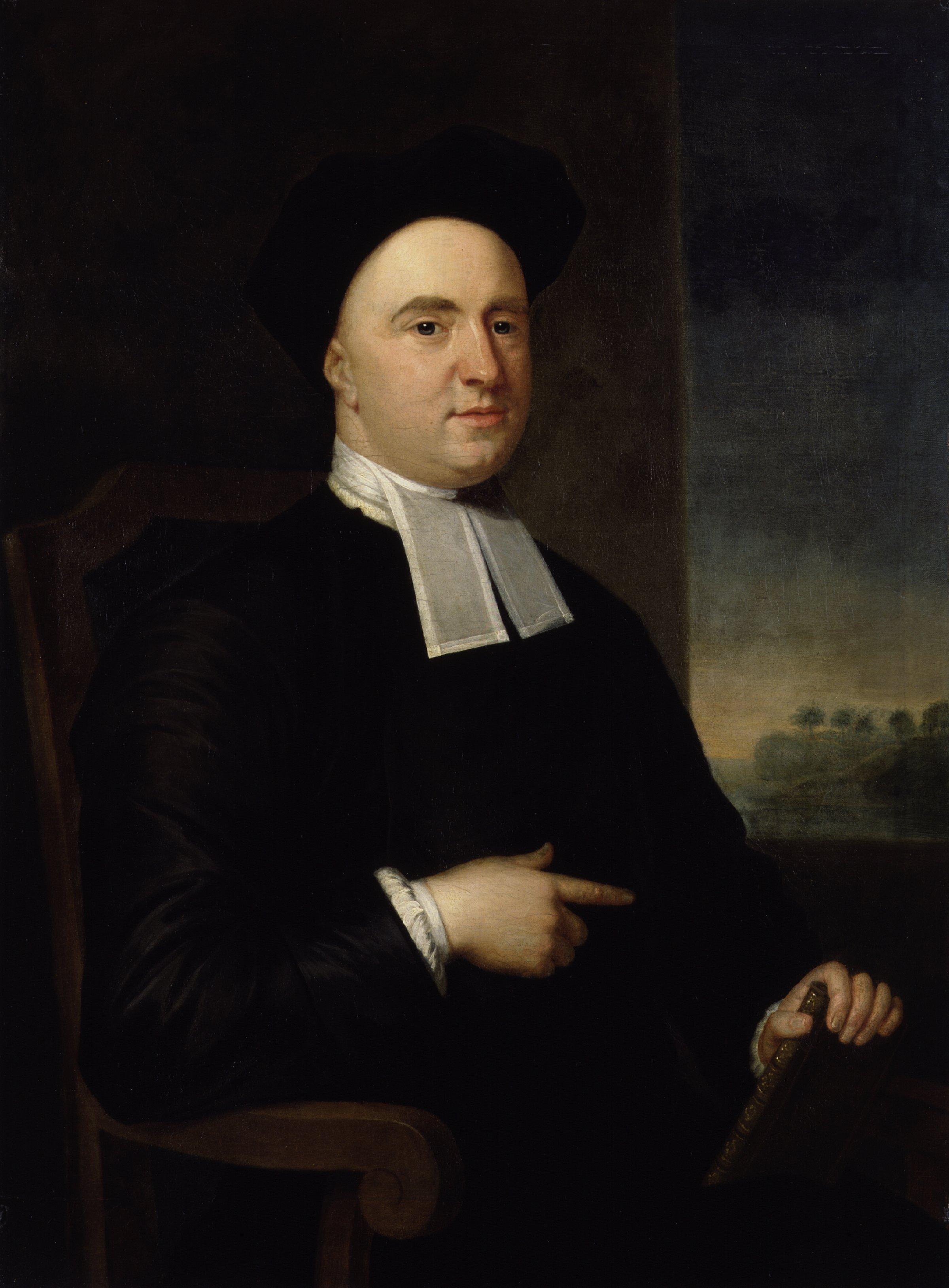
조지 버클리는 인식 주체 바깥의 실체를 인정한 로크의 견해를 비판하며 경험론을 극단적인 관념론으로 변형시켰다.

17세기 초중기 대륙 합리론에 대한 응답으로, 존 로크는 《인간 지성론》에서 인간이 얻을 수 있는 지식은 오직 아 포스테리오리(a posteriori)하다는, 즉 경험에 기반을 둔다는 매우 영향력 있는 견해를 제시하였다. 로크는 인간의 마음은 감각 인상으로부터 파생된 경험이 쓰여지는 타불라 라사, 즉 빈 서판, 또는 로크의 용어로는 백지(白紙)라는 가정을 견지하였다. 우리의 관념에는 감각과 반영이라는 두 개의 원천이 있다. 두 상황에서 구별은 단순 관념과 복합 관념 사이에서 만들어진다. 전자는 분석할 수 없고, 주된 성질과 종된 성질로 나뉜다. 주된 성질은 객체에 필요하다. 특정한 주된 성질 없이 객체는 그것일 수 없다. 예를 들어, 사과는 그것의 원자적 구조의 배열로 인하여 사과가 된다. 사과의 구조가 달라진다면, 그것은 더는 사과가 아니다. 종된 성질은 우리가 주된 성질로부터 인식할 수 있는 종된 정보이다. 예를 들어 사과는 다양한 색, 크기, 감촉으로 인식될 수 있으나 그것은 여전히 사과이다. 그러므로 주된 성질은 객체가 무엇인지 결정하는 반면, 종된 성질은 그것의 속성을 정의한다. 복합 관념은 단순 관념을 결합하여, 그것을 본질(substances), 형태(modes), 관계(relations)로 나눈다. 로크에 따르면 우리의 사물에 대한 인식은 서로에 대해 관련되어 있거나 관련되어 있지 않은 관념의 인식이다.
한 세대 뒤, 아일랜드의 성공회 주교인 조지 버클리는 로크의 견해가 무신론으로 이어지는 문을 열었다고 보았다. 로크에 대한 응답으로, 《인간 지식의 원리에 관한 논문》(Treatise concerning the Principles of Human Knowledge)에서 사물은 오직 인식된 결과로서 존재하거나 인식하는 존재라는 사실의 덕택으로 존재한다고 주장하였다. (버클리에게 '존재하는 것은 곧 지각된 것'으로서, 신은 인간이 어떤 대상을 지각하기 위해서 존재하지 않을 때에도 대신 대상을 지각함으로써 그것이 객관적으로 존재하는 것과 같은 결과를 가져온다.) 《알치프론》(Alciphron)에서 버클리는 인간이 자연에서 볼 수 있는 질서는 신의 언어나 서술의 반영이라 주장하였다. 버클리의 경험론에 대한 접근은 후에 주관적 관념론이라고 불리게 되었다.

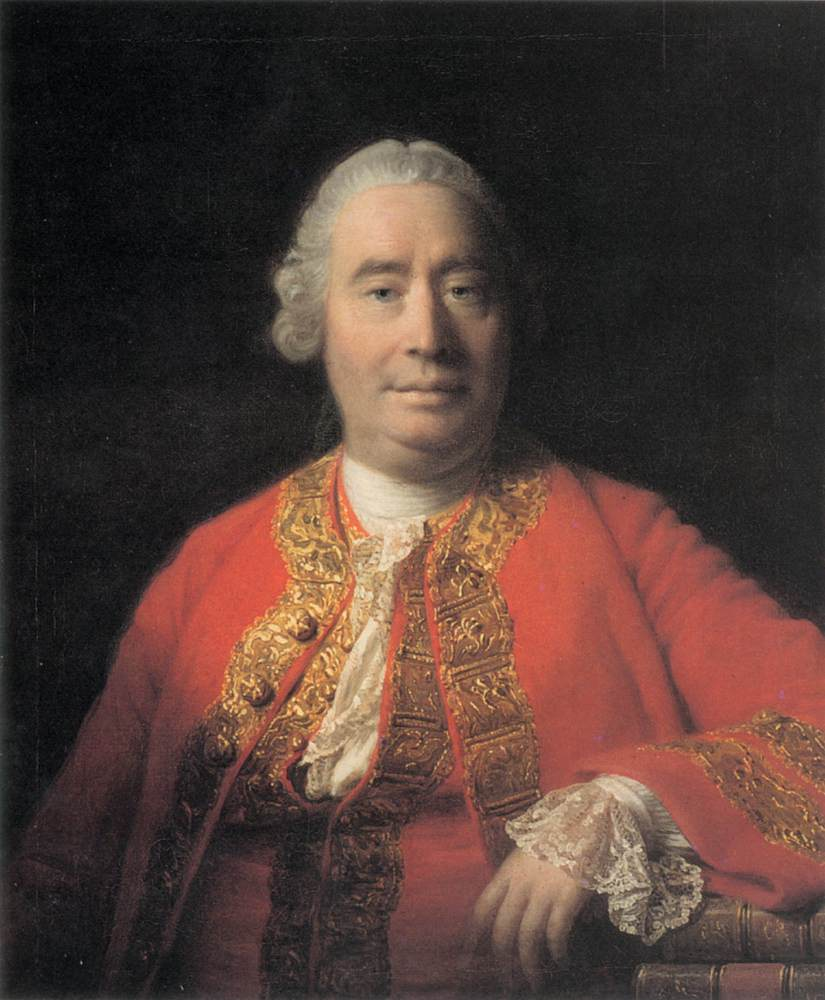
데이비드 흄은 로크에 대한 버클리의 비판을 수용하면서 경험론을 새로운 단계의 회의주의로 이동시켰고, 흄의 경험론은 이후 다수의 철학 학파로 이어졌다.

스코틀랜드의 철학자 데이비드 흄은 인식 바깥에 있는 실체를 인정한 로크에 대한 버클리의 비판에 대답하면서, 경험론을 새로운 단계의 회의주의로 이동시켰다. 흄은 모든 지식은 감각적 경험으로부터 유래한다는 경험론적 견해를 유지하였으나 이것이 철학자들에게 일반적으로 받아들여지기 어렵다는 것도 인정하였다. 예를 들어, 흄은 "로크는 모든 논증을 '논증적인' 것과 '개연적인' 것으로 나누었다. 이러한 견해에서 우리는 '모든 인간은 죽는다'나 '내일 태양이 떠오를 것이다'는 개연적이라고 하여야 한다. 이것들은 모두 논증적이지 않기 때문이다. 우리의 언어를 일반적 사용에 일치시키기 위해서는 우리는 논증을 의심이나 반증의 여지를 남기지 않은 경험으로부터 파생된 논증을 의미하는 "증거"(proofs)에 의하여 논증적인 것들(demonstrations), 검증된 것들(proofs), 개연적인 것(probabilities)들로 나누어야 한다."라고 하였다.
흄은 인간의 모든 지식을 관념의 관계(relations of ideas)와 사실의 문제(matters of fact), 두 개의 범주로 나누었다. 수학적, 논리학적 전제는 첫 번째의 예이며, 세계에 대한 우연한 관찰, 예를 들어 "태양은 동쪽에서 뜬다"를 포함하는 전제는 두 번째의 예이다. 사람들의 모든 "관념(ideas)"은 "인상(impressions)"에서 파생된다. 흄에게 인상은 우리가 감각이라고 부르는 것과 거칠게 연관되어 있다. 이러한 인상을 기억하거나 상상하는 것이 "관념"을 갖는 것이다. 관념은 그러므로 감각의 희미한 복제이다. 흄은 모든 지식, 심지어 자연적 세계에 대한 대부분의 기본적 믿음조차도 이성으로 발견되지 않는다고 주장하였다. 대신 우리의 믿음은 축적된 감각적 경험에 대응하여 발전된 축적된 습관의 결과라고 주장하였다.